# Montecassiano
Montecassiano ist eine italienische Gemeinde mit 6761 Einwohnern (Stand 31. Dezember 2023) in der Provinz Macerata in den Marken. Die Gemeinde liegt etwa 7 Kilometer nordnordwestlich von Macerata. Die Gemeinde wird südlich durch den Potenza, nördlich durch den kleinen Fluss Monocchia begrenzt. Durch die Gemeinde führt die frühere Strada Statale 361 Septempedana.
Montecassiano ist Mitglied der Vereinigung I borghi più belli d’Italia (Die schönsten Orte Italiens) und wurde in die Liste der Bandiera Arancione aufgenommen.